# Marma baeri
Espèce
Marma baeri est une espèce d'araignées aranéomorphes de la famille des Salticidae.

## Distribution
Cette espèce est endémique du Équateur.

## Description
Le mâle mesure 4,5 mm et la femelle 5 mm.

## Étymologie
Cette espèce est nommée en l'honneur de Gustave Adolphe Baer.

## Publication originale
- Simon, 1902 : Description d'arachnides nouveaux de la famille des Salticidae (Attidae) (suite). Annales de la Société Entomologique de Belgique, vol. 46, p. 24-56 & 363-406 (texte intégral).